# Abelisauria
De Abelisauria zijn een groep vleesetende theropode dinosauriërs, behorend tot de Neoceratosauria.
In 1992 gebruikte Fernando Emilio Novas het begrip Abelisauria als een clade, maar gaf er geen definitie van.
In 1994 definieerden Ronald Tykoski en Timothy Rowe de Abelisauria als de groep bestaande uit de laatste gemeenschappelijke voorouder van Noasaurus en Carnotaurus; en al zijn nakomelingen.
De Abelisauria zijn strikt verdeeld in de Noasauridae en de Abelisauridae. Ze bestaan uit kleine tot grote roofsauriërs uit het Krijt (Aptien-Maastrichtien) van Gondwana en Europa.